# Betsey Bayless
Pour les articles homonymes, voir Bayless.
Betsey Bayless fut la secrétaire d'État de l'Arizona de 1997 à 2003. Jan Brewer lui a succédé en 2003.